# أخطبوط شرق المحيط الهادئ الأحمر
أخطبوط شرق المحيط الهادئ الأحمر المعروف أيضاً باسم الأخطبوط روبي (الإسم العلمي:Octopus rubescens)، هو نوع يتبع جنس الأخطبوط من فصيلة الأخطبوطيات ضمن رتبة الأخطبوطات، وكما هو واضح من الاسم، فإنه يستوطن شرق المحيط الهادئ خاصةً عند ضواحي خليج كاليفورنيا وحتى خليج ألاسكا، يبلغ طول ذراعه من 30 إلى 40 سم، ومثل بقية الأخاطِب له القدرة على التخفي وتغيير لونه.